# Río Isabela
Río Isabela är ett vattendrag i Dominikanska republiken. Det ligger i den sydöstra delen av landet, 10 km öster om huvudstaden Santo Domingo.